# Tiếng Anh Mỹ thông dụng
Tiếng Anh Mỹ thông dụng hoặc tiếng Mỹ thông dụng (General American, viết tắt là GA hoặc GenAm) là giọng của tiếng Anh Mỹ được đa số người Mỹ sử dụng và lĩnh hội rộng rãi, vì không có bất kỳ đặc điểm kinh tế xã hội, dân tộc hoặc xã hội rõ rệt nào. Trên thực tế, nó bao gồm một cụm các giọng thay vì một giọng thống nhất duy nhất. Người Mỹ có trình độ học vấn cao hoặc đến từ Bắc Midland, Tây New England và miền Tây Hoa Kỳ có thể được coi là có giọng "Mỹ thông dụng". Định nghĩa chính xác và hữu ích của thuật ngữ "tiếng Mỹ thông dụng" tiếp tục được tranh luận, và các học giả sử dụng nó ngày nay thừa nhận làm cơ sở thuận tiện cho sự so sánh hơn là cho sự chính xác. Các học giả khác thường dùng thuật ngữ tiếng Anh Mỹ chuẩn.
Tiếng Anh Canada chuẩn đôi khi được coi là nằm trong phổ âm vị học của tiếng Mỹ thông dụng, nó khác biệt hơn giọng chuẩn ở Vương quốc Liên hiệp Anh và Bắc Ireland; trên thực tế, tiếng Anh Canada dạng nói gần gũi với tiếng Mỹ thông dụng trong hầu hết mọi tình huống khác biệt giữa giọng Anh và giọng Mỹ.